# Angaïs
Angaïs (prononcé [ɑ̃ɡa.is]) est une commune française, située dans le département des Pyrénées-Atlantiques en région Nouvelle-Aquitaine.

## Géographie

### Localisation
La commune d'Angaïs se trouve dans le département des Pyrénées-Atlantiques, en région Nouvelle-Aquitaine.
Elle se situe à 13 km par la route de Pau, préfecture du département, et à 18 km de Pontacq, bureau centralisateur du canton des Vallées de l'Ousse et du Lagoin dont dépend la commune depuis 2015 pour les élections départementales.
La commune fait en outre partie du bassin de vie de Pau.
Les communes les plus proches sont : 
Boeil-Bezing (2,2 km), Bordes (2,4 km), Beuste (2,8 km), Baudreix (3,6 km), Lagos (3,9 km), Assat (4,1 km), Artigueloutan (4,2 km), Baliros (4,5 km).
Sur le plan historique et culturel, Angaïs fait partie de la province du Béarn, qui fut également un État et qui présente une unité historique et culturelle à laquelle s’oppose une diversité frappante de paysages au relief tourmenté.

### Communes limitrophes
Les communes limitrophes sont  Artigueloutan, Boeil-Bezing, Bordes et Nousty.
|        | Artigueloutan |        |
| Bordes | Angaïs        | Nousty |
|        | Boeil-Bezing  |        |

### Paysages

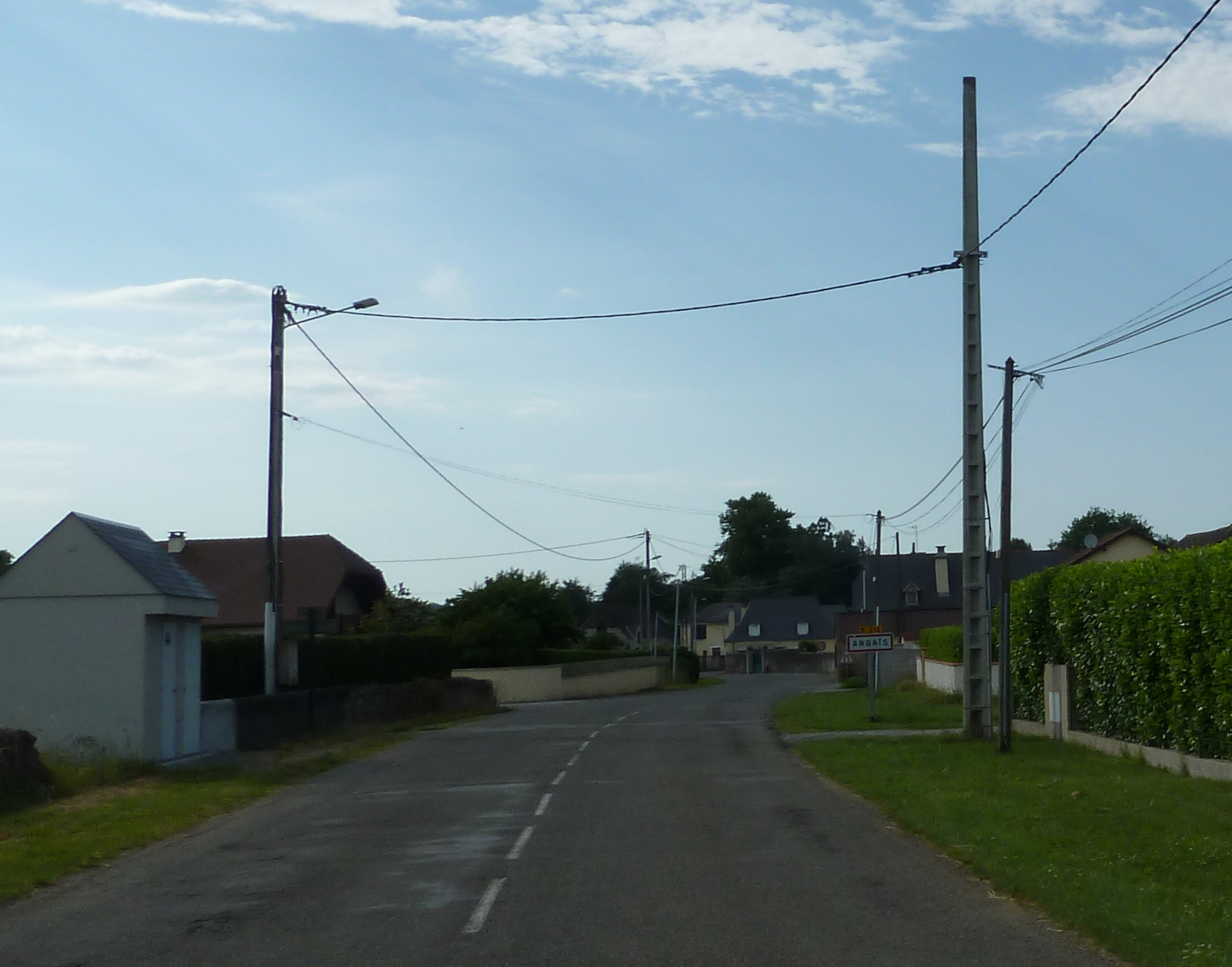
Entrée dans Angaïs.
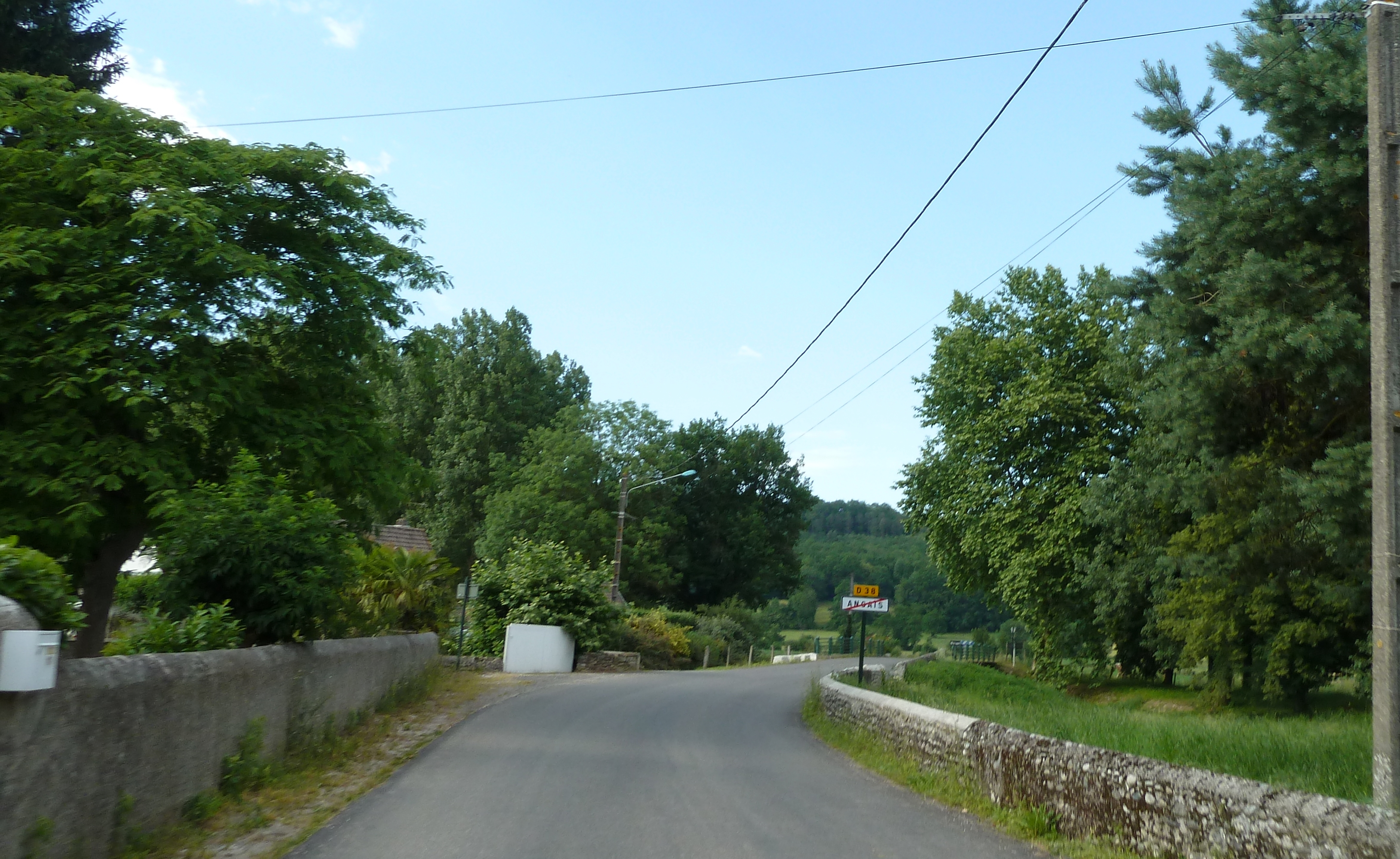
Sortie de Angaïs.

### Hydrographie

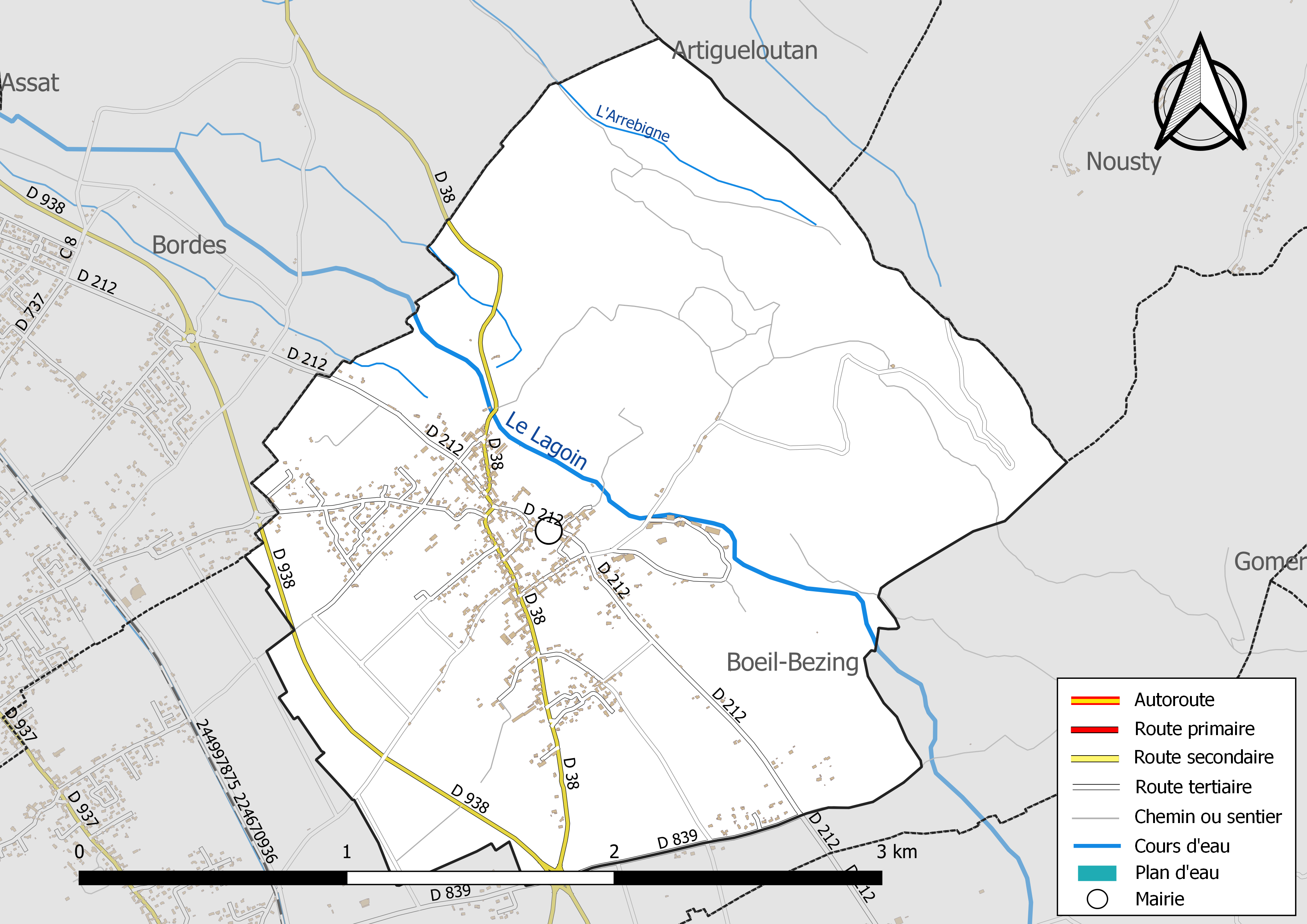
Réseaux hydrographique et routier d'Angaïs.

La commune est drainée par le Lagoin, l'Arrebigne et par divers petits cours d'eau, constituant un réseau hydrographique de 4 km de longueur totale,.
Le Lagoin, d'une longueur totale de 28,7 km, prend sa source dans la commune de Saint-Vincent et s'écoule du sud-est vers le nord-ouest. Il traverse la commune et se jette dans le gave de Pau à Bizanos, après avoir traversé 13 communes.

### Climat
Pour des articles plus généraux, voir Climat de la Nouvelle-Aquitaine et Climat des Pyrénées-Atlantiques.
Historiquement, la commune est exposée à un climat de montagne.  
En 2020, Météo-France publie une typologie des climats de la France métropolitaine dans laquelle la commune est toujours exposée à un climat de montagne et est dans la région climatique Pyrénées atlantiques, caractérisée par une pluviométrie élevée (>1 200 mm/an) en toutes saisons, des hivers très doux (7,5 °C en plaine) et des vents faibles.
Pour la période 1971-2000, la température annuelle moyenne est de 13,2 °C, avec une amplitude thermique annuelle de 14,4 °C. Le cumul annuel moyen de précipitations est de 1 269 mm, avec 11,2 jours de précipitations en janvier et 7,7 jours en juillet. Pour la période 1991-2020, la température moyenne annuelle observée sur la station météorologique la plus proche, située sur la commune de Bénéjacq à 6 km à vol d'oiseau, est de 13,4 °C et le cumul annuel moyen de précipitations est de 1 244,1 mm,. Pour l'avenir, les paramètres climatiques de la commune estimés pour 2050 selon différents scénarios d’émission de gaz à effet de serre sont consultables sur un site dédié publié par Météo-France en novembre 2022.

### Milieux naturels et biodiversité

#### Réseau Natura 2000
Le réseau Natura 2000 est un réseau écologique européen de sites naturels d'intérêt écologique élaboré à partir des Directives « Habitats » et « Oiseaux », constitué de zones spéciales de conservation (ZSC) et de zones de protection spéciale (ZPS).
Un site Natura 2000 a été défini sur la commune au titre de la « directive Habitats » : le « gave de Pau »,.

#### Zones naturelles d'intérêt écologique, faunistique et floristique
L’inventaire des zones naturelles d'intérêt écologique, faunistique et floristique (ZNIEFF) a pour objectif de réaliser une couverture des zones les plus intéressantes sur le plan écologique, essentiellement dans la perspective d’améliorer la connaissance du patrimoine naturel national et de fournir aux différents décideurs un outil d’aide à la prise en compte de l’environnement dans l’aménagement du territoire.
Une ZNIEFF de type 2 est recensée sur la commune, : 
les « bois de Benejacq, bordères, Boeil et bordes » (2 158 ha), couvrant 13 communes du département.

## Urbanisme

### Typologie
Au 1er janvier 2024, Angaïs est catégorisée petite ville, selon la nouvelle grille communale de densité à sept niveaux définie par l'Insee en 2022.
Elle appartient à l'unité urbaine de Pau, une agglomération intra-départementale regroupant 55  communes, dont elle est une commune de la banlieue,,. Par ailleurs la commune fait partie de l'aire d'attraction de Pau, dont elle est une commune de la couronne,. Cette aire, qui regroupe 227 communes, est catégorisée dans les aires de 200 000 à moins de 700 000 habitants,.

### Occupation des sols

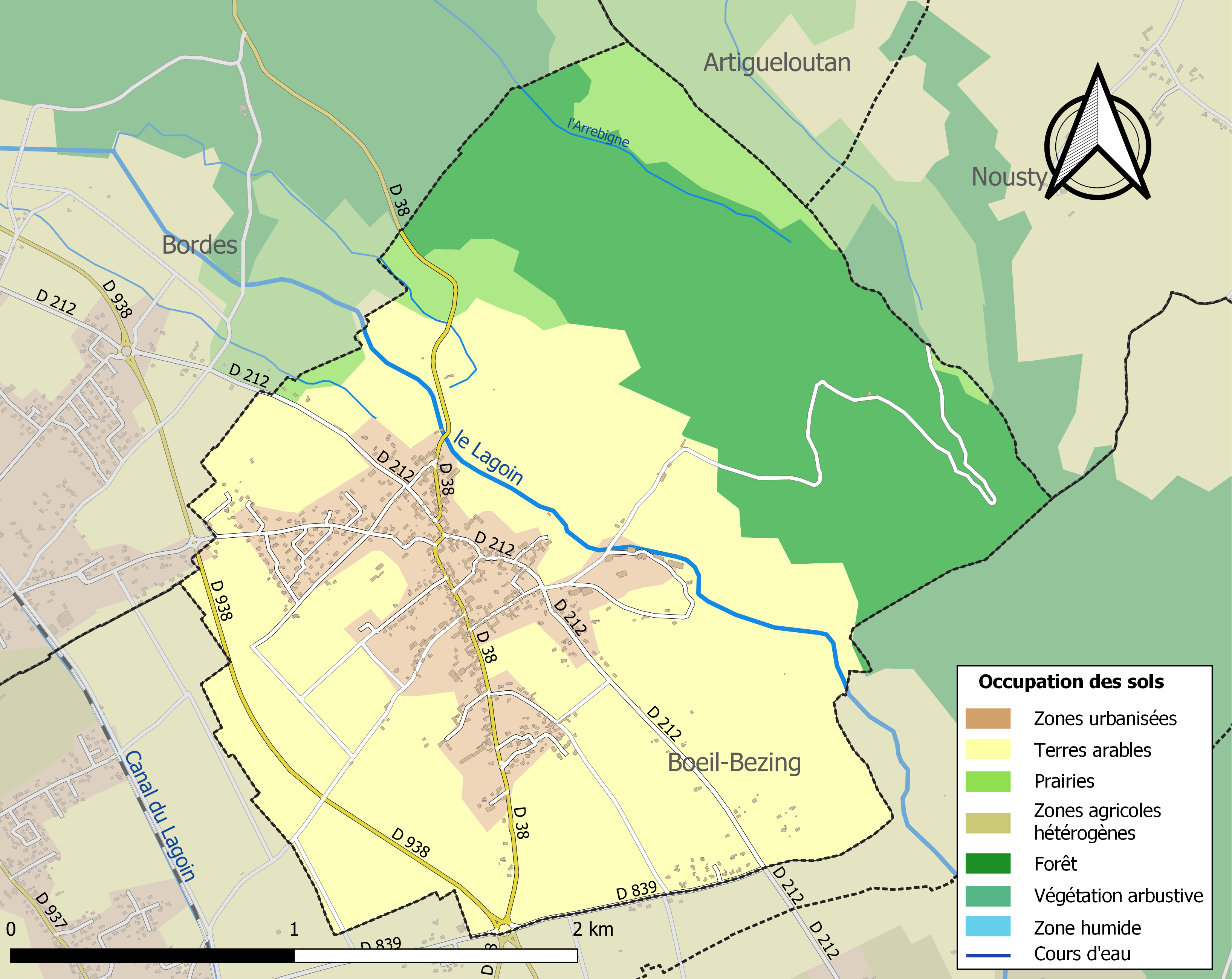
Carte des infrastructures et de l'occupation des sols de la commune en 2018 (CLC).

L'occupation des sols de la commune, telle qu'elle ressort de la base de données européenne d’occupation biophysique des sols Corine Land Cover (CLC), est marquée par l'importance des territoires agricoles (59,1 % en 2018), en diminution par rapport à 1990 (62,3 %). La répartition détaillée en 2018 est la suivante : 
terres arables (53,4 %), forêts (28,3 %), zones urbanisées (12,6 %), prairies (5,7 %). L'évolution de l’occupation des sols de la commune et de ses infrastructures peut être observée sur les différentes représentations cartographiques du territoire : la carte de Cassini (XVIIIe siècle), la carte d'état-major (1820-1866) et les cartes ou photos aériennes de l'IGN pour la période actuelle (1950 à aujourd'hui).

### Lieux-dits et hameaux
- Abérat[25]
- Las Baches[26]
- Bonnecaze[26]
- Boué Bignes[26]
- Las Clabades[26]
- Coulat[26]
- Grange de Cournac[26]
- Lafont[26]
- Grange Laraignou[26]
- le Moulin de Capbat[26]
- Papus[26]
- Pascal[26]
- la Roque[26]
- Turounet[26]

### Voies de communication et transports

#### Réseau routier
La commune est reliée par les routes départementales D 38, D 212, D 839 et D 938. Elle est desservie par la ligne 835 du réseau interurbain des Pyrénées-Atlantiques, qui part de Bénéjacq et arrive à Pau.

#### Chemins de randonnée
La commune est bordée au nord-est par le chemin Henri-IV, chemin de randonnée qui relie le château de Franqueville à Bizanos, près de Pau (Pyrénées-Atlantiques) au lac de Lourdes (Hautes-Pyrénées). Il alterne pistes forestières et chemins de terre et offre aux randonneurs une vue imprenable sur la chaîne des Pyrénées, le piémont et les plaines.
Long d'environ 35 kilomètres, le parcours du chemin peut être fractionné grâce à diverses routes qui le croisent. Il est possible de l'arpenter à pied, à cheval ou à vélo mais il est interdit à tout véhicule à moteur.

### Risques majeurs
Le territoire de la commune d'Angaïs est vulnérable à différents aléas naturels : météorologiques (tempête, orage, neige, grand froid, canicule ou sécheresse), inondations et séisme (sismicité moyenne). Un site publié par le BRGM permet d'évaluer simplement et rapidement les risques d'un bien localisé soit par son adresse soit par le numéro de sa parcelle.
Certaines parties du territoire communal sont susceptibles d’être affectées par le risque d’inondation par une crue torrentielle ou à montée rapide de cours d'eau, notamment le Lagoin. La commune a été reconnue en état de catastrophe naturelle au titre des dommages causés par les inondations et coulées de boue survenues en 1982, 2004, 2007 et 2009 et au titre des inondations par remontée de nappe en 2013 et 2015,.

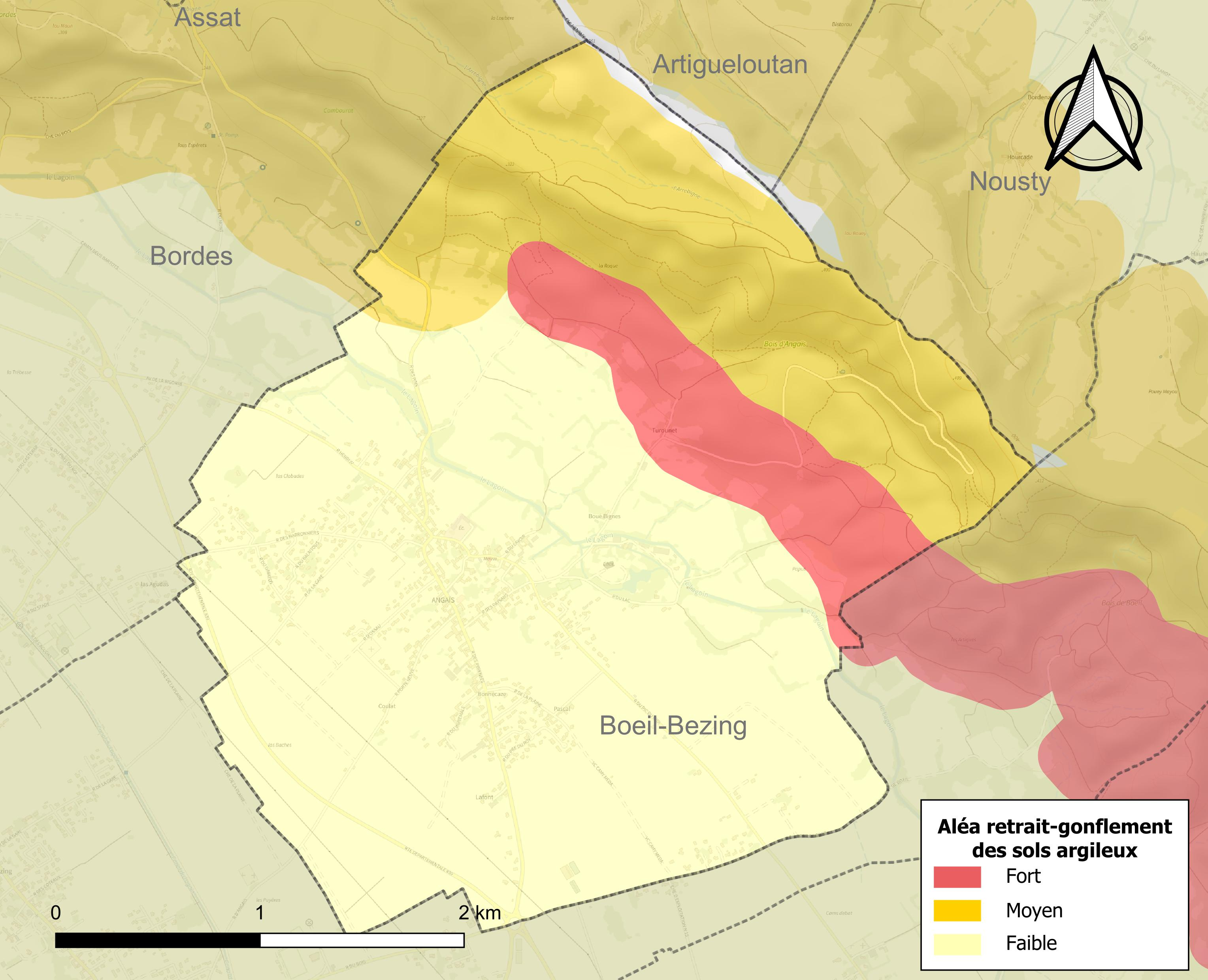
Carte des zones d'aléa retrait-gonflement des sols argileux d'Angaïs.

Le retrait-gonflement des sols argileux est susceptible d'engendrer des dommages importants aux bâtiments en cas d’alternance de périodes de sécheresse et de pluie. 35,1 % de la superficie communale est en aléa moyen ou fort (59 % au niveau départemental et 48,5 % au niveau national). Depuis le 1er octobre 2020, en application de la loi ELAN, différentes contraintes s'imposent aux vendeurs, maîtres d'ouvrages ou constructeurs de biens situés dans une zone classée en aléa moyen ou fort,.

## Toponymie
Le toponyme Angaïs apparaît sous les formes 
Angays (1343, hommages de Béarn et 1385, censier de Béarn), 
Anguays (vers 1540, réformation de Béarn), 
Angais (1793 et 1801, Bulletin des lois pour la dernière référence) et 
Angaïs sur la carte de Cassini (fin XVIIIe siècle). Brigitte Jobbe-Duval indique qu’une origine possible du toponyme est le patronyme Gaiz. Elle mentionne également qu’autrefois, les habitants du village étaient surnommés les « éleveurs de mules ».
Son nom béarnais est Angais ou Angays.

### Microtoponymie
Abérat apparaît sous la forme Averat (1457, notaires d'Assat), et était un fief dépendant de la vicomté de Béarn.
Batbielle désigne un ensemble de landes et de bois, s’étendant sur le territoire des communes d’Angaïs, Beuste, Boeil, Bénéjacq, Bordères, Lagos et Mirepeix, placé sous la juridiction des jurats de Beuste. C’est également le titre d’un archidiaconé du diocèse de Lescar, correspondant à l’emprise des cantons de Nay et de Clarac. On retrouve ce toponyme sous les graphies 
Baigbiella (XIIIe siècle, fors de Béarn), 
archidiagonat de Batbilhe (1385, censier de Béarn), 
Batbielhe et l’arsidiagonat de Begbielle (respectivement 1396 et 1400, notaires de Navarrenx), 
le conbent de Bagbielhe et les Abbatbielles (respectivement 1538 et 1675, réformation de Béarn).
Navailles est une ancienne ferme d'Angaïs, mentionnée en 1863 par le dictionnaire topographique Béarn-Pays basque.

## Histoire
Paul Raymond note que la commune accueillait une abbaye laïque, vassale de la vicomté de Béarn.
En 1385, on y comptait quatre feux. Angaïs dépendait alors du bailliage de Pau.
La baronnie d'Angaïs, créée en 1656, comprenait Beuste, Ousse et Sendets.
Angaïs ressortait de la notairie de Nay, au même titre qu’Arros, Arthez-d'Asson, Asson, Baliros, Baudreix, Bénéjacq, Beuste, Boeil, Bordères, Bosdarros, Clarac, Coarraze, Igon, Lagos, Lestelle, Mirepeix, Montaut, Nay, Pardies et Saint-Abit.

## Politique et administration

### Liste des maires
| Période                                  | Période  | Identité        | Étiquette | Qualité  |
| ---------------------------------------- | -------- | --------------- | --------- | -------- |
| avant 1995                               | 2001     | Pierre Prat     |           |          |
| 2001                                     | 2020     | Bernard Arrabie | DVG       | Retraité |
| 2020                                     | En cours | Hubert Vignau   |           |          |
| Les données manquantes sont à compléter. |          |                 |           |          |

### Intercommunalité
Angaïs appartient à quatre structures intercommunales :
- la communauté de communes du Pays de Nay ;
- le syndicat d'eau potable et d'assainissement du Pays de Nay (SEAPAN) ;
- le syndicat d'énergie des Pyrénées-Atlantiques ;
- le syndicat de défense contre les inondations du bassin du Lagoin.

La commune est le siège du syndicat de défense contre les inondations du bassin du Lagoin.

## Population et société

### Démographie
Les habitants sont appelés les Angayais,.
L'évolution du nombre d'habitants est connue à travers les recensements de la population effectués dans la commune depuis 1793. Pour les communes de moins de 10 000 habitants, une enquête de recensement portant sur toute la population est réalisée tous les cinq ans, les populations de référence des années intermédiaires étant quant à elles estimées par interpolation ou extrapolation. Pour la commune, le premier recensement exhaustif entrant dans le cadre du nouveau dispositif a été réalisé en 2008.

En 2022, la commune comptait 895 habitants, en évolution de +1,36 % par rapport à 2016 (Pyrénées-Atlantiques : +3,78 %, France hors Mayotte : +2,11 %).
| 1793 | 1800 | 1806 | 1821 | 1831 | 1836 | 1841 | 1846 | 1851 |
| ---- | ---- | ---- | ---- | ---- | ---- | ---- | ---- | ---- |
| 568  | 562  | 624  | 661  | 744  | 789  | 785  | 851  | 875  |

| 1856 | 1861 | 1866 | 1872 | 1876 | 1881 | 1886 | 1891 | 1896 |
| ---- | ---- | ---- | ---- | ---- | ---- | ---- | ---- | ---- |
| 853  | 865  | 830  | 802  | 783  | 787  | 757  | 730  | 716  |

| 1901 | 1906 | 1911 | 1921 | 1926 | 1931 | 1936 | 1946 | 1954 |
| ---- | ---- | ---- | ---- | ---- | ---- | ---- | ---- | ---- |
| 697  | 671  | 637  | 560  | 561  | 537  | 511  | 467  | 460  |

| 1962 | 1968 | 1975 | 1982 | 1990 | 1999 | 2006 | 2008 | 2013 |
| ---- | ---- | ---- | ---- | ---- | ---- | ---- | ---- | ---- |
| 491  | 535  | 534  | 623  | 760  | 739  | 795  | 811  | 860  |

| 2018 | 2022 | - | - | - | - | - | - | - |
| ---- | ---- | - | - | - | - | - | - | - |
| 896  | 895  | - | - | - | - | - | - | - |

Angaïs fait partie de l'aire d'attraction de Pau.

### Enseignement
La commune dispose d'une école primaire.

## Économie
La commune fait partie de la zone d'appellation de l'ossau-iraty.

## Culture locale et patrimoine

### Lieux et monuments

#### Patrimoine civil
Le château d'Angaïs, construit en 1907 - 1908, est inscrit à l'inventaire supplémentaire des monuments historiques depuis le 30 juin 2000.
Ce château était, dans les années 1970, un centre de traitement et de convalescence. Il accueillait des enfants atteints de cardiopathies, rhumatisme articulaire aigu, néphrites. La Direction de l'établissement était assurée par Madame Léonce Lacueva. La surveillance médicale était assurée par Monsieur le Docteur Casassus (Membre de la Société Française de Cardiologie).

#### Patrimoine religieux
L'église paroissiale Notre-Dame fut construite au milieu du XIXe siècle. Elle est répertoriée à l’Inventaire général du patrimoine culturel depuis le 6 février 2003. On y trouve un autel et un retable du XVIIe siècle. L'église est dédiée à Notre-Dame.